# Unione vegetariana internazionale
L'Unione vegetariana internazionale (dall'inglese International Vegetarian Union, IVU) è l'organizzazione mondiale che si occupa della dieta e degli ideali vegetariani, fondata nel 1908 a Dresda.
È una "organizzazione ombrello", ovvero raccoglie le varie organizzazioni vegetariane nazionali.